# Station Hajduki Nyskie
Station Hajduki Nyskie is een spoorwegstation in de Poolse plaats Hajduki Nyskie.